# Unterseeboot UC-76
Pour les autres navires du même nom, voir Unterseeboot 76.
L'Unterseeboot UC-76 est un sous-marin (U-Boot) mouilleur de mines allemand de type UC II utilisé par la Kaiserliche Marine pendant la Première Guerre mondiale. Le U-boot a été commandé le 12 janvier 1916 et lancé le 25 novembre 1916. Il a été mis en service dans la marine impériale allemande le 17 décembre 1916 sous le nom de UC-76. Au cours de deux patrouilles, l'UC-76 a coulé 15 navires, soit par ses torpilles, soit par les mines qu’il a posées. L'UC-76 s’est rendu le 1er décembre 1918 et il a été démantelé à Brighton Ferry en 1919-1920.

## Conception
Sous-marin de type UC II, l'UC-76 avait un déplacement de 415 tonnes en surface et de 498 tonnes en plongée. Il avait une longueur hors tout de 50,52 m, un maître-bau de 5,22 m et un tirant d'eau de 3,76 m. Le sous-marin était propulsé par deux moteurs diesel 6 cylindres à quatre temps produisant chacun 290 à 300 ch (210 à 220 kW), soit un total de 760 à 760 ch (430 à 440 kW), et par deux moteurs électriques produisant 760 ch (476 kW), actionnant deux arbres d'hélice.
Le sous-marin avait une vitesse maximale de 11,6 nœuds (21,5 km/h) en surface et de 7,3 nœuds (13,5 km/h) en immersion. Son autonomie était de de 8766 à 9450 milles marins (17640 à 17600 km) à 7 nœuds (13 km/h) en surface, et de 52 milles marins (96 km) à 4 nœuds (7,4 km/h) en immersion. Il lui fallait 48 secondes pour plonger, et il était capable d’opérer à une profondeur maximale de 50 mètres.
L'UC-76 était équipé de trois tubes lance-torpilles de 500 mm, un à l’arrière et deux à l’avant, avec sept torpilles, et d’un canon de pont de 8,8 cm SK L/30. Mais son arme principale était ses six puits de mine de 1000 mm portant dix-huit mines UC 200. Son effectif était de vingt-six membres d’équipage.

## Affectations
- I Flottille : du 13 février au 10 mai 1917
- Flottille d’entraînement : du 11 juillet au 11 novembre 1918

## Commandants
- Oberleutnant zur See Wilhelm Barten : du 17 décembre 1916 au 10 mai 1917
- Oblt.z.S. Wilhelm Ziegner : du 11 juillet à octobre 1918
- Oblt.z.S. Karl Palmgren : d’octobre au 11 novembre 1918

## Navires coulés
| Date          | Nom            | Nationalité    | Tonnage | Destin    |
| ------------- | -------------- | -------------- | ------- | --------- |
| 7 mars 1917   | Naamah         | United Kingdom | 269     | Coulé     |
| 7 mars 1917   | Vulcana        | United Kingdom | 219     | Coulé     |
| 9 mars 1917   | Dana           | Norvège        | 753     | Coulé     |
| 12 mars 1917  | HMS E49        | Royal Navy     | 725     | Coulé     |
| 12 avril 1917 | Caliban        | United Kingdom | 215     | Coulé     |
| 12 avril 1917 | Chinkiang      | United Kingdom | 125     | Coulé     |
| 12 avril 1917 | Crown Prince   | United Kingdom | 103     | Coulé     |
| 12 avril 1917 | Equerry        | United Kingdom | 168     | Coulé     |
| 12 avril 1917 | Fife Ness      | United Kingdom | 123     | Coulé     |
| 12 avril 1917 | Largo Bay      | United Kingdom | 125     | Coulé     |
| 12 avril 1917 | Lillian        | United Kingdom | 120     | Coulé     |
| 12 avril 1917 | Osprey         | United Kingdom | 106     | Coulé     |
| 13 avril 1917 | HMT Pitstruan  | Royal Navy     | 206     | Coulé     |
| 17 avril 1917 | Robert         | Danemark       | 1445    | Coulé     |
| 17 avril 1917 | SS Winifredian | United Kingdom | 10422   | Endommagé |
| 18 avril 1917 | Bergensgut     | Norvège        | 2029    | Coulé     |